# Derick Kuün
Derick Kuün (ur. 8 czerwca 1984 w Johannesburgu) – południowoafrykański rugbysta grający w formacji młyna, reprezentant kraju, mistrz świata juniorów z 2003 i 2005.
Uczęszczał do Afrikaanse Hoër Seunskool, gdzie z sukcesami występował w szkolnej drużynie rugby z takimi zawodnikami jak Jacques-Louis Potgieter i Pierre Spies i w 2002 roku został wybrany do reprezentacji południowoafrykańskich szkół pełniąc w niej rolę kapitana. Trzykrotnie gościł na mistrzostwach świata w kategoriach juniorskich, w każdej plasując się na podium. Z kadrą U-19 triumfował w roku 2003, zaś z reprezentacją U-21 po brązie w 2004 zdobył złoto w 2005 roku. Również w 2005 roku był nominowany do wyróżnienia IRB U21 Player of the Year, które ostatecznie otrzymał Tatafu Polota-Nau, a także uczestniczył z reprezentacją rugby 7 w turnieju New Zealand Sevens 2005 wchodzącym w skład sezonu 2004/2005 IRB Sevens World Series.
Przez całą karierę związany był z zespołem Blue Bulls i franszyzą Bulls, rozgrywając w ich barwach odpowiednio 100 i 68 spotkań. Występował w rozgrywkach Vodacom Cup, Currie Cup oraz Super Rugby, grając nietypowo na pozycjach młynarza i rwacza. Z Bulls trzykrotnie – w latach 2007, 2009 i 2010 – triumfował w Super Rugby, zaś z Blue Bulls dwukrotnie zwyciężył w Currie Cup – w 2006 (ex aequo z Cheetahs) i 2009.
Pod koniec sierpnia 2011 roku ogłosił natychmiastowe zakończenie kariery planując zajęcie się rodzinnym farmerskim biznesem.